# Enchmarsh
Enchmarsh – osada w Anglii, w hrabstwie Shropshire, w dystrykcie (unitary authority) Shropshire, w civil parish Cardington. Leży 6 km od miasta Church Stretton. W 1870-72 osada liczyła 94 mieszkańców.